# Postbauschule

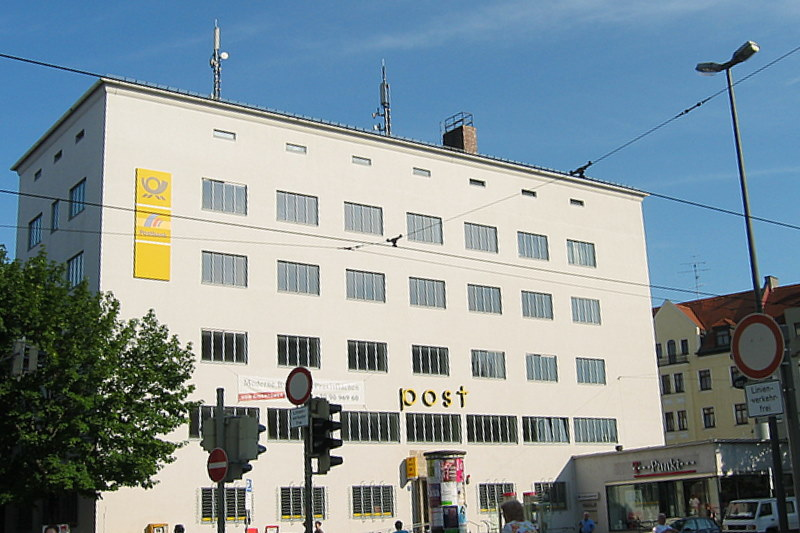
Postamt Tegernseer Platz 7 in München

Postamt Bad Kissingen (Ufr.)

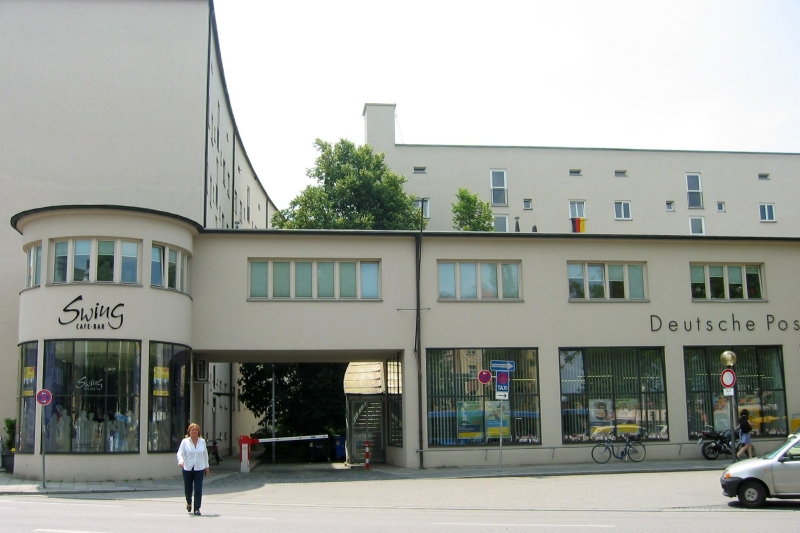
Postamt am Harras in München

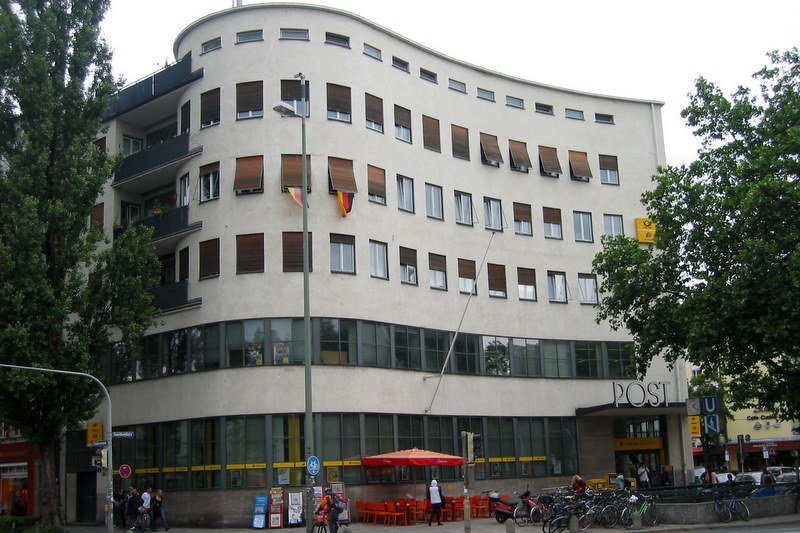
Postamt am Goetheplatz in München

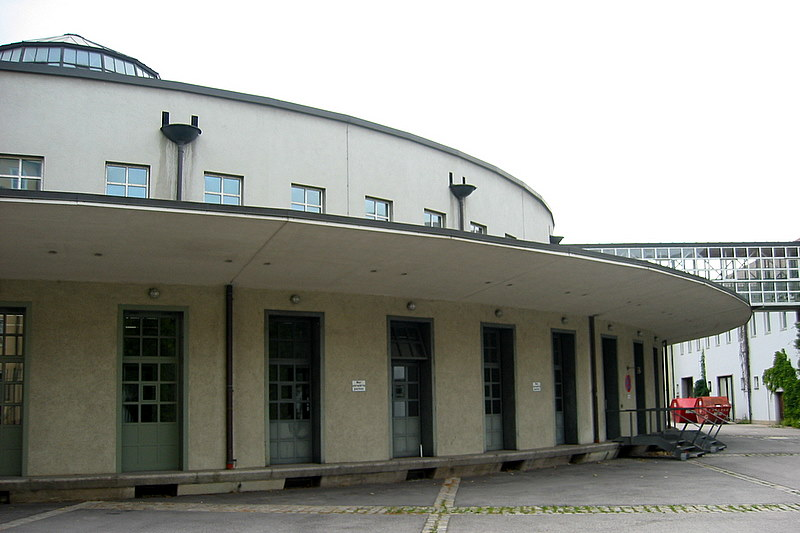
Ehemaliges Paketzustellamt in München

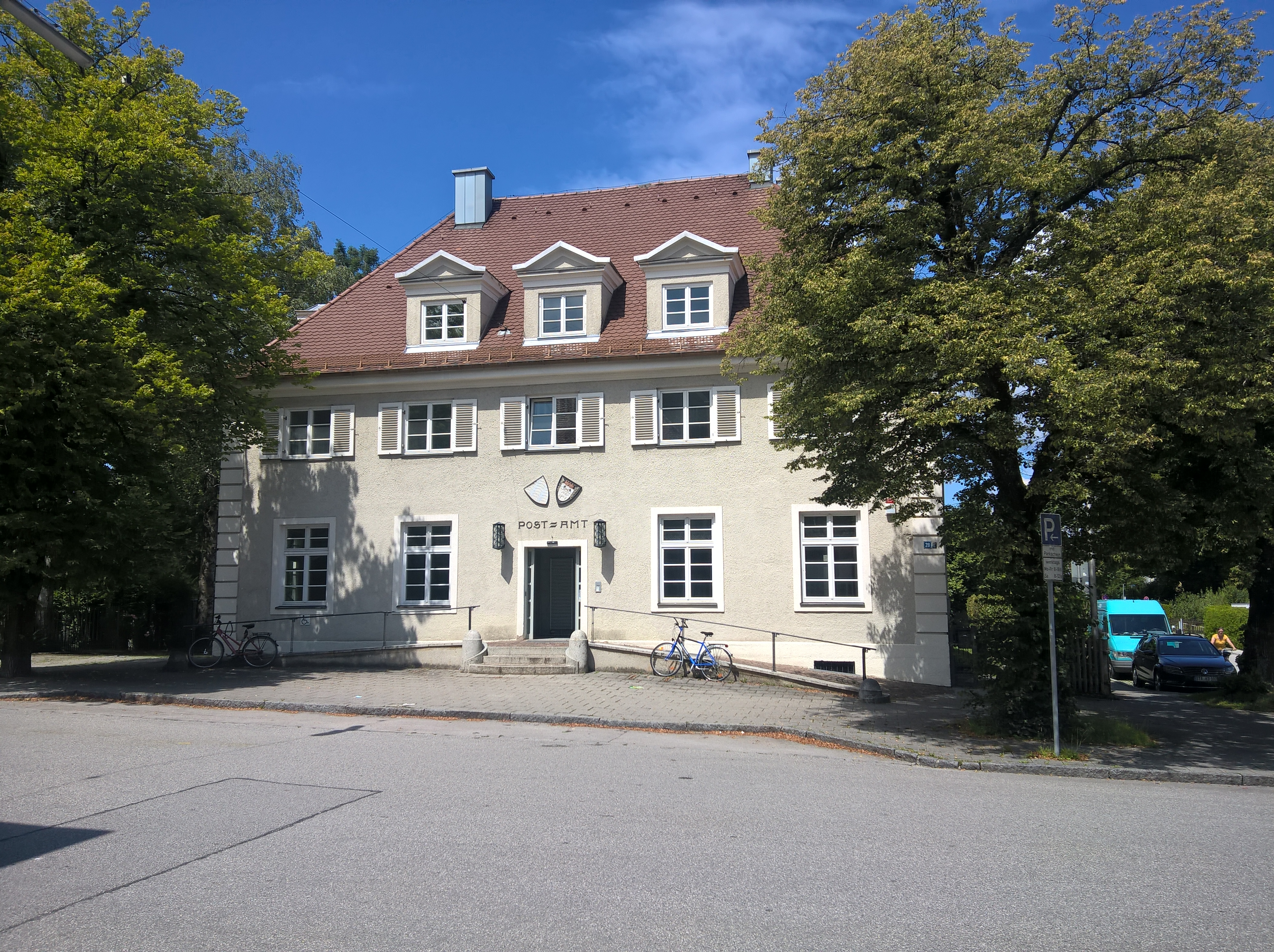
Ehemaliges Landpostamt in Penzberg

Die bayerische Postbauschule war die wichtigste Manifestation des Neuen Bauens in Bayern zwischen 1920 und 1934. Als Initiatoren dieser Schule gelten Robert Poeverlein und vor allem Robert Vorhoelzer mit den namensgebenden Münchner Postbauten am Tegernseer Platz und Goetheplatz. Wichtige Vertreter sind unter anderem Walther Schmidt, Hanna Löv und Sep Ruf.

## Geschichte

### Entstehung
Mit dem Poststaatsvertrag 1920 entstand in Bayern als Zeichen der Unabhängigkeit trotz des Übergangs von der Bayerischen Staatspost in die Deutsche Reichspost in Berlin eine eigene Abteilung des Reichspostministeriums mit Sitz in München, die sogenannte Abteilung VI. In dieser Abteilung wurde eine eigenständige Postbauabteilung eingerichtet. Diesen Freiraum nutzten zahlreiche modernistische Architekten um Robert Poeverlein und Robert Vorhoelzer, den Leitern der Bauabteilung, um Neubauten im Stil des Neuen Bauen zu errichten.

### Postbauschule bis 1933
Neben Vorhoelzer sind vor allem Walther Schmidt und Hanna Löv als Wegbereiter dieser „bayrischen Moderne“ in der Architektur zu nennen. Bis zur Machtergreifung der Nationalsozialisten im Jahr 1933 prägte die Architektur der Postbauschule das gesamte Postbauwesen in Bayern. Dies wurde vor allem durch den gestiegenen Bedarf an Dienstgebäuden der Post gefördert – zwischen 1920 und 1935 entstanden etwa 350 Bauten in Dörfern und Kleinstädten. Das ehemalige Landpostamt in Penzberg war das erste Gebäude einer Projektreihe „Landpostamt“. Besonders hervorzuheben ist die Versuchssiedlung an der Arnulfstraße in München, in der auch die Münchner Küche entwickelt wurde, eine Funktionsküche mit offenem Durchgang ins Esszimmer und weitgehend verglaster Wand, um die Isolation der Frau in der Küche aufzuheben.

### Postbauschule im Nationalsozialismus
Am 27. Februar 1934 wurde dann durch das Gesetz zur Vereinfachung und Verbilligung der Verwaltung der Poststaatsvertrag ausgesetzt und die Abteilung VI aufgelöst. Damit unterstand das Postbauwesen in Bayern auch dem Berliner Reichspostministerium. Vorhoelzer wurde 1935 in den vorläufigen Ruhestand versetzt und Poeverlein, der die Ideen von Vorhoelzer weitertragen wollte, wurde seines Postens enthoben. Daraufhin arbeiteten die Architekten der Postbauschule vor allem in der Rüstungsindustrie (Luftwaffenbauten) sowie in ländlichen Gegenden, wo sie versuchten, Elemente der modernen Architektur wenigstens in Teilen umzusetzen. Die früher oft geäußerte These, dass der Industriebau eine „heimliche Zufluchtsstätte“ der modernistischen Architekten gewesen sei, hat sich als nur teilweise tragfähig erwiesen, da gerade die Industriebauten nach Kriegsbeginn sehr oft mit Hilfe des Zwangsarbeitereinsatzes oder Kriegsgefangenen errichtet wurden und hauptsächlich der Rüstungsproduktion dienten. Nach 1933 schritt die Standardisierung der Bauweise der Postämter stark fort, so dass 1937 für Dachform, Grundriss und Fassade vorgefertigte Lösungen bereitstanden. Zudem legte der Erlass über die „Kunst am Bau“ 1934 kunsthandwerkliche Richtlinien fest, die eine volkstümliche Dekoration (etwa in Gestalt freskierter Wandbilder) vorschrieb.

## Wichtige Bauten
- 1922–1924: Oberpostdirektion an der Arnulfstraße, München
- 1922–1923: Landpostamt in Penzberg
- 1925–1926: Paketzustellamt an der Arnulfstraße, München (Robert Vorhoelzer und Walther Schmidt)
- 1926–1927: Postamt Ismaninger Straße, München
- 1926–1927: Postamt Agnesstraße, München
- 1928–1929: Versuchssiedlung des Bayerischen Post- und Telegraphenverbandes an der Arnulfstraße, München
- 1928–1929: Postamt an der Tegernseer Landstraße, München
- 1928–1930: Hauptpostamt, Pirmasens
- 1929: Postscheckamt an der Sonnenstraße, München (Umbau der Frauengebäranstalt von Friedrich Bürklein)
- 1929–1930: Landpostamt in Grünwald
- 1929–1931: Hauptpost Coburg
- 1929–1931: Postamt und Wohngebäude an der Fraunhoferstraße, München
- 1929–1931: Hauptpostamt, Neustadt an der Weinstraße
- 1931–1932: Postamt und Wohngebäude am Goetheplatz, München
- 1931–1932: Postamt und Wohngebäude am Harras, München
- 1933: Postamt Bad Kissingen
- 1933–1934: Postamt Bad Tölz
- 1934: Postamt Ebenhausen-Schäftlarn

## Architekten der Postbauschule (Auswahl)
- Franz Defregger
- Rudolph Grimm
- Albert Heichlinger
- Franz Holzhammer

- Karl Kergl
- Walter Kuschel
- Herbert Landauer
- Theo Lechner
- Albert Lehr
- Hanna Löv
- Christoph Miller
- Heinz Moll
- Heinrich Müller
- Fritz Norkauer

- Theo Pabst
- Christoph von Petz
- Robert Poeverlein
- Anton Recknagel
- Herbert Rimpl
- Sep Ruf
- Paul Seegy
- Heinz Schmeißner
- Walther Schmidt
- Kurt Schneckendorf
- Hans Schnetzer

- Karl Schreiber
- Walter Schüßler
- Wilhelm Schütte
- Robert Vorhoelzer
- Clemens Weber
- Thomas Wechs
- Georg Werner
- Wilhelm Wichtendahl
- Philipp Zametzer